# Pontiac Transportation Center
Pour la gare de la ville de Pontiac dans l'Illinois, voir gare de Pontiac.
La gare de Pontiac (ou Pontiac Transportation Center) est une gare multimodale des États-Unis située à Pontiac dans l'État du Michigan.

## Histoire
La gare est mise en service en 1983 et a été reconstruite en 2011.

## Service des voyageurs

### Desserte
- Ligne d'Amtrak:
  - Le Wolverine: Chicago - Pontiac

### Intermodalité
- Service inter-villes des Greyhound Lines
- Service de bus régional du Suburban Mobility Authority for Regional Transportation (SMART)